# Werra-Suhl-Tal
Werra-Suhl-Tal ist eine Stadt im Wartburgkreis in Thüringen mit 6255 Einwohnern (Stand: 31. Dezember 2023). Sie entstand am 1. Januar 2019 durch den Zusammenschluss der Landstadt Berka/Werra mit den benachbarten Gemeinden Dankmarshausen, Dippach und Großensee.

## Geographie

### Lage
Die Stadt Werra-Suhl-Tal liegt im äußersten Westen Thüringens, unmittelbar an der Landesgrenze zu Hessen. Die Lage an der Innerdeutschen Grenze prägte die Region über Jahrzehnte. Angrenzende Gemeinden sind Gerstungen im Norden und Osten, der Ortsteil Frauensee der Stadt Bad Salzungen sowie der Ortsteil Oberzella der Stadt Vacha im Süden, die hessische Stadt Heringen (Werra) im Südwesten sowie die Gemeinde Wildeck im Nordwesten. Das Stadtgebiet wird von der namensgebenden Werra von Süden nach Norden durchflossen, Zuflüsse sind unter anderem die namensgebenden Gewässer Suhl (Werra) und Suhl (Weihe).
Die Stadt liegt im Zentrum des Berka-Gerstunger Beckens. Unter Tage des Stadtgebietes befinden sich beträchtliche Kalisalzlagerstätten des Werra-Kalireviers, die früher in Abteroda, Dippach und Dankmarshausen abgebaut wurden.
Durch die Versenkung von Kalilaugen bei Springen und nach 1945 in der Horschlitter Mulde bei Horschlitt ist der Grundwasserleiter unter dem Stadtgebiet seit den 1960er Jahren stark salzhaltig.
Von naturschutzfachlicher Bedeutung ist das Naturschutzgebiet Dankmarshäuser Rhäden, das sich an der Landesgrenze nordwestlich von Dankmarshausen im Biotopverbund Grünes Band erstreckt, sowie das Naturschutzgebiet Werraaue bei Berka und Untersuhl.

### Stadtgliederung

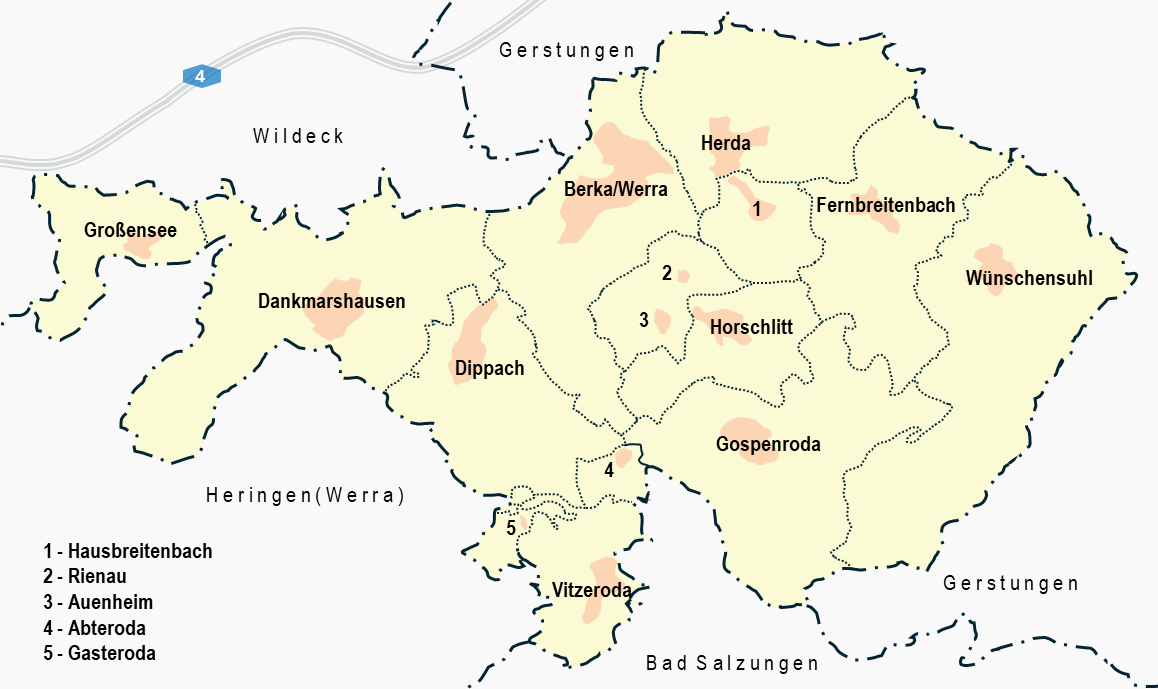
Gemeindegliederung

Die Stadt besteht aus den Ortsteilen Berka/Werra, Dankmarshausen, Dippach, Fernbreitenbach, Gospenroda, Großensee, Herda (mit Hausbreitenbach und Kratzeroda), Horschlitt (mit Auenheim-Rienau), Vitzeroda (mit Abteroda und Gasteroda) sowie Wünschensuhl.

## Geschichte
Die Gemeinden Berka/Werra, Dankmarshausen, Dippach und Großensee wurden seit 1994 in der Verwaltungsgemeinschaft Berka/Werra verwaltet. Im Rahmen der Gebietsreform in Thüringen verständigten sich die vier Kommunen, beim Freistaat Thüringen einen Antrag auf eine Fusion zur Stadt Werra-Suhl-Tal zum 1. Januar 2019 zu stellen und die Verwaltungsgemeinschaft Berka/Werra aufzulösen.
Die Thüringer Landesregierung nahm das Vorhaben in das Zweite Gesetz zur freiwilligen Neugliederung kreisangehöriger Gemeinden auf, das am 13. Dezember 2018 vom Thüringer Landtag verabschiedet wurde und zum Jahreswechsel 2018/19 in Kraft trat.

### Einwohnerentwicklung
- 2019: 6.398
- 2020: 6.347
- 2021: 6.325
- 2022: 6.288
- 2023: 6.255

## Politik

### Stadtrat
Die erste Wahl des Stadtrates der neu gebildeten Gebietskörperschaft fand im Rahmen der Kommunalwahlen in Thüringen 2019 statt. Bis zur Wahl eines Stadtrates bestand ein Übergangsgemeinderat, bestehend aus allen Gemeinderäten der aufgelösten Gemeinden.
Der Stadtrat setzt sich aus 20 Mitgliedern zusammen und erhielt bei der Stadtratswahl 2024 folgende Zusammensetzung:
| Parteien und Wählergemeinschaften | Parteien und Wählergemeinschaften           | % 2024 | Sitze 2024 |
| CDU                               | Christlich Demokratische Union Deutschlands | 18,1   | 4          |
| AfD                               | AfD                                         | 19,4   | 4          |
| FW                                | Freie Wähler                                | 62,5   | 12         |

### Bürgermeister
Bei der Wahl zum hauptamtlichen Bürgermeister am 12. Juni 2022 gewann der parteilose Maik Klotzbach mit 69,7 Prozent der abgegebenen gültigen Stimmen gegen zwei Mitbewerber. Zuvor war seit 2019 René Weisheit (Freie Wähler) im Amt.

## Kultur und Sehenswürdigkeiten

### Bauwerke

#### Kulturdenkmale
Die Ortsteile der Stadt Werra-Suhl-Tal weisen eine hohe Anzahl regionaltypischer Fachwerkhäuser auf, die zum Teil unter Denkmalschutz stehen. Bedeutende Bauwerke im Stadtgebiet sind:
- Das Untertor in Berka, das letzte erhaltene von ehemals drei Berkaer Stadttoren.
- Die frühere Brauerei Berka dient heute als Sitz der Stadtverwaltung.
- Das ehemalige Zechengebäude in Dankmarshausen zeugt vom Versuch, im Ort Kalisalze abzubauen.
- Das Schloss Dippach wird heute als Kindertagesstätte genutzt.
- Seit dem Mittelalter markiert das Vitzerodaer Kreuz einen wichtigen Grenzpunkt und Wegezollplatz an der Hohen Straße von Leipzig nach Frankfurt am Main.

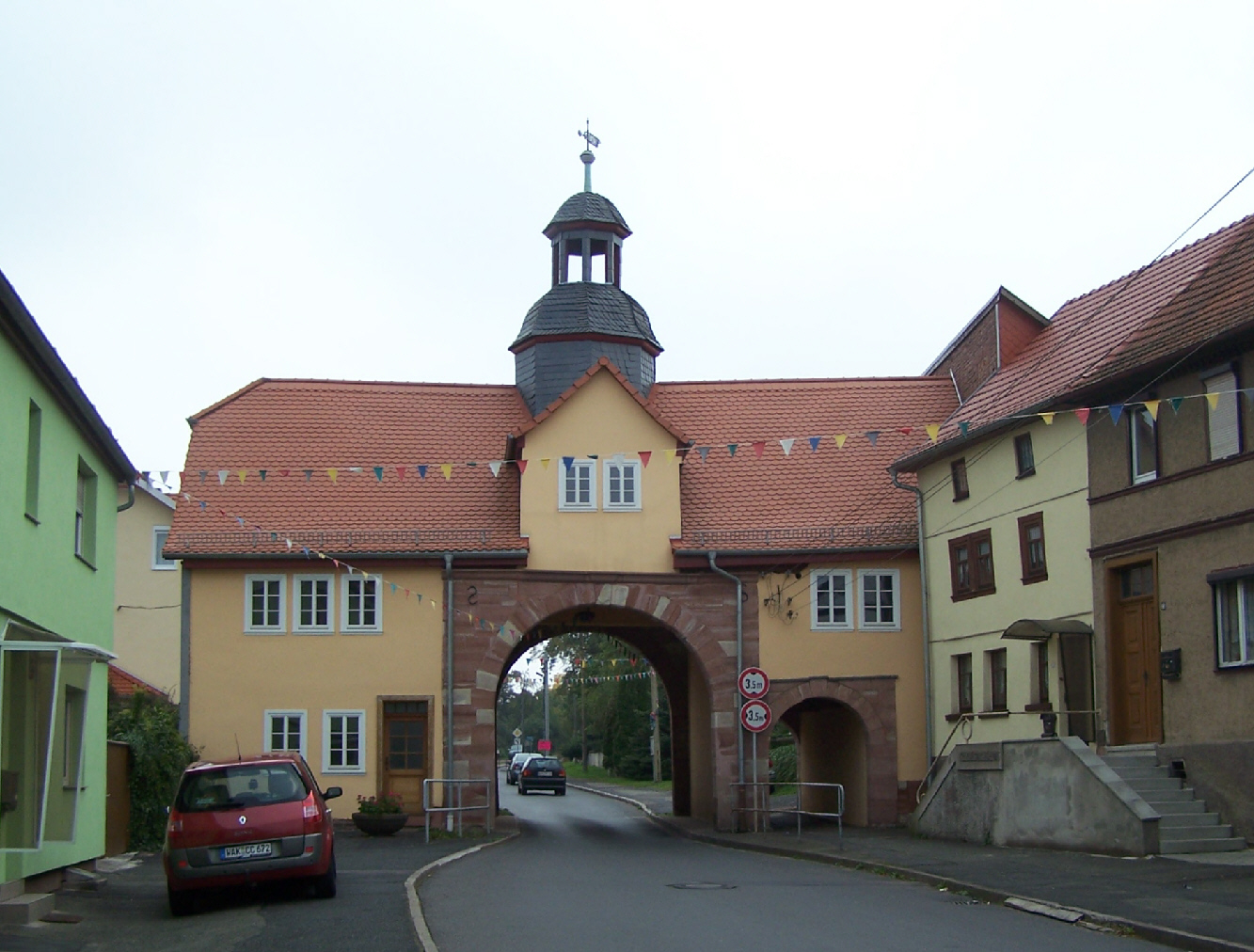
Das Untertor in Berka
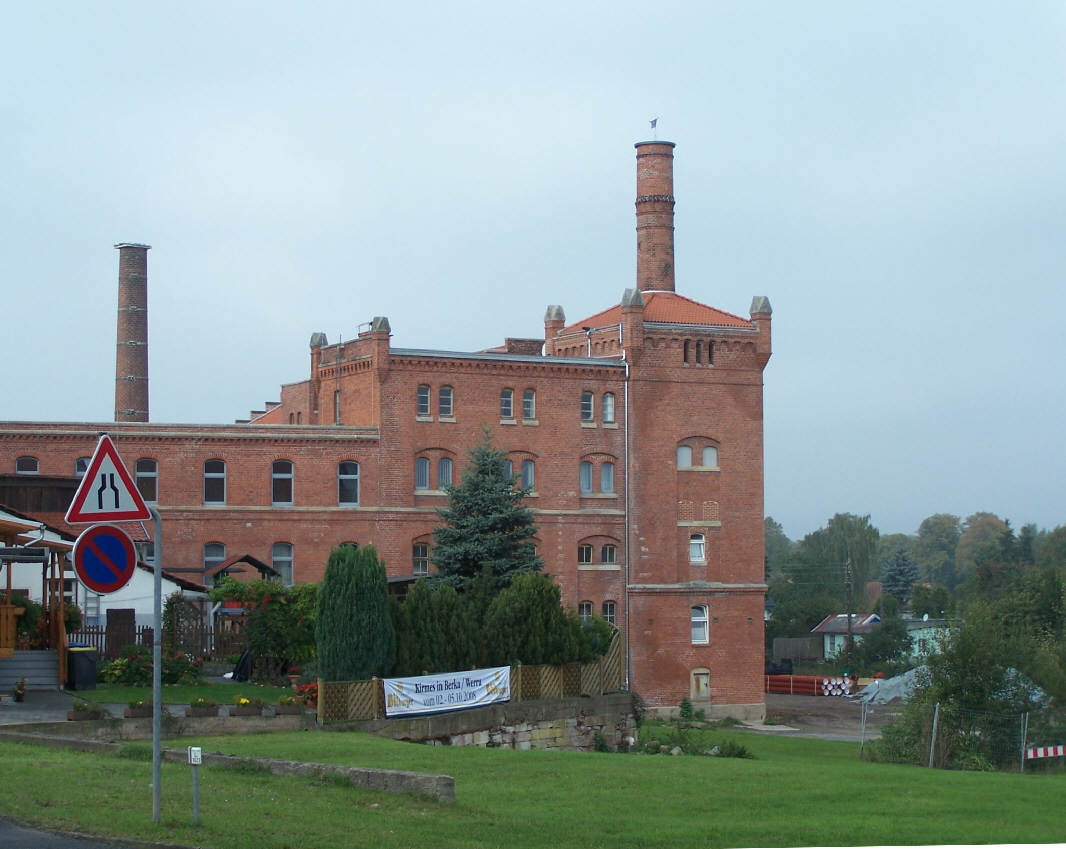
Die alte Brauerei Georg Zinn in Berka
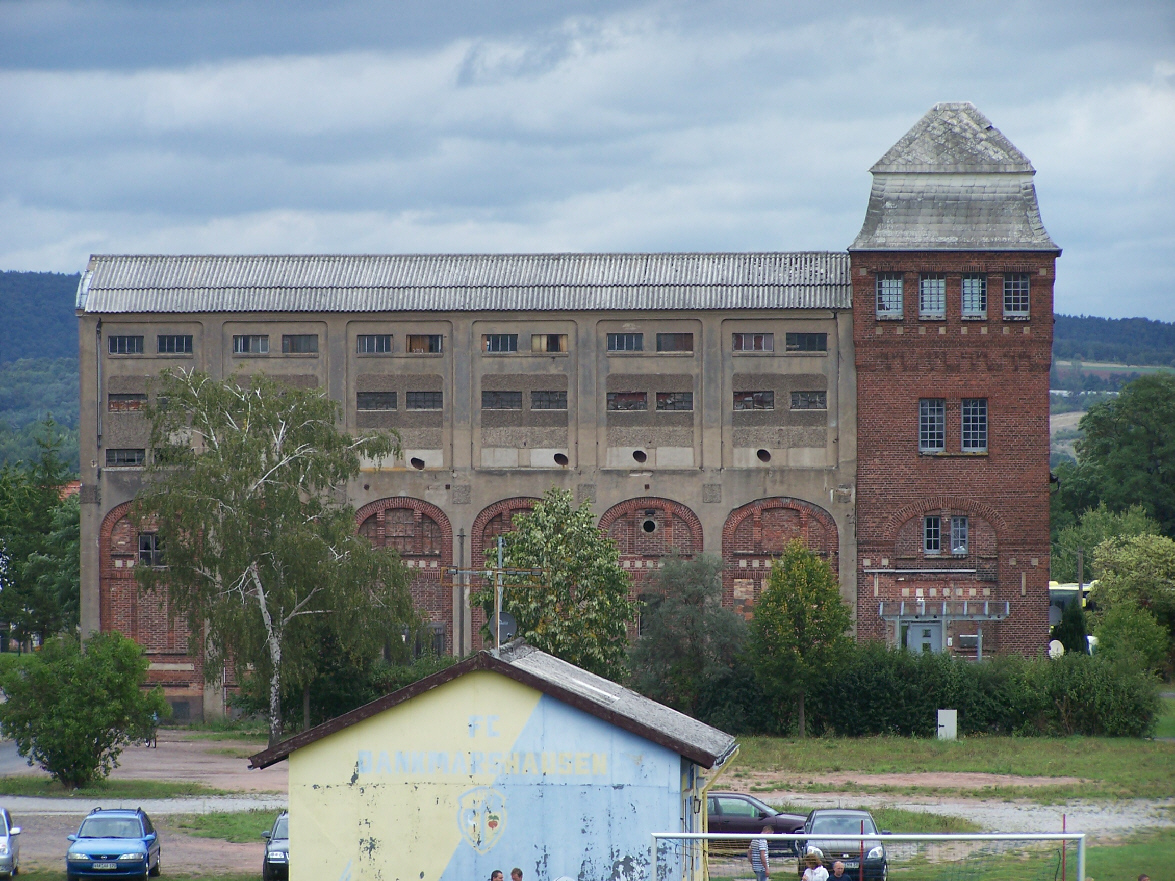
Früheres Zechenhaus Dankmarshausen
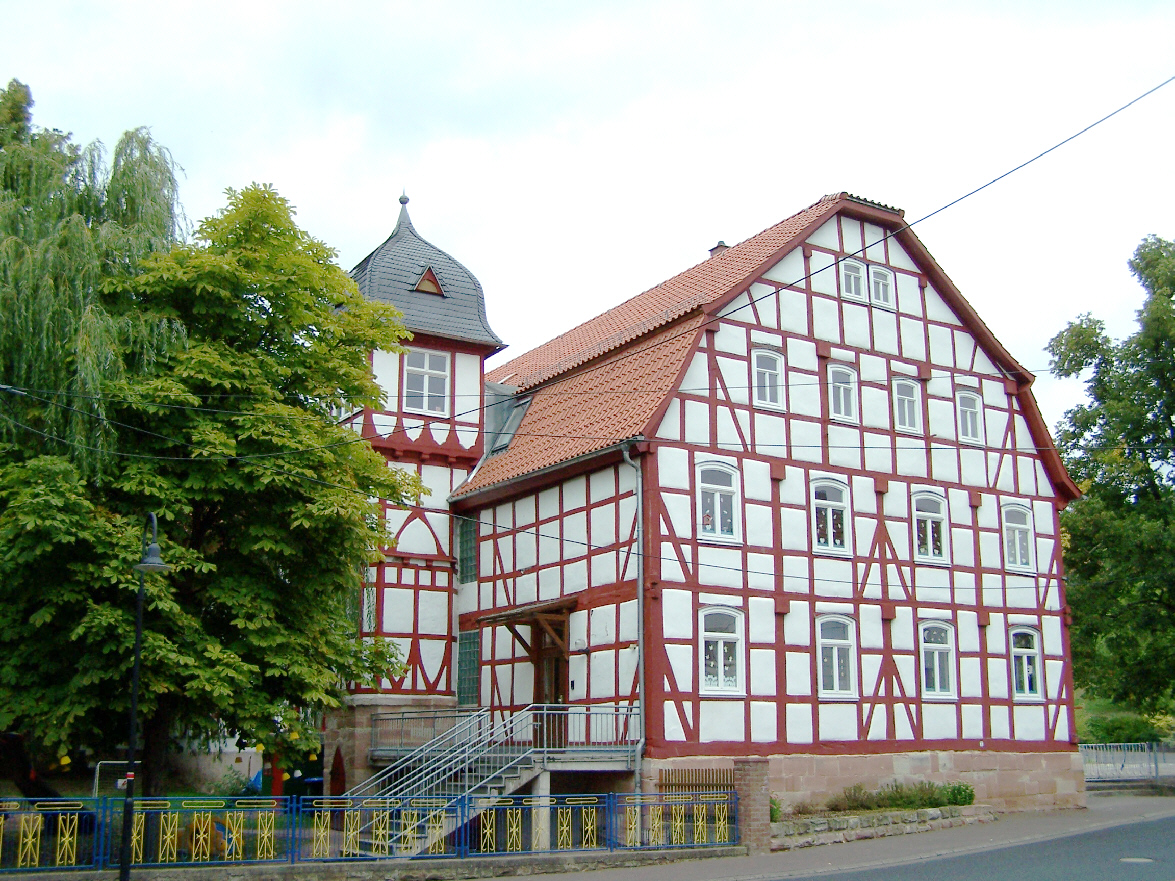
Schloss Dippach
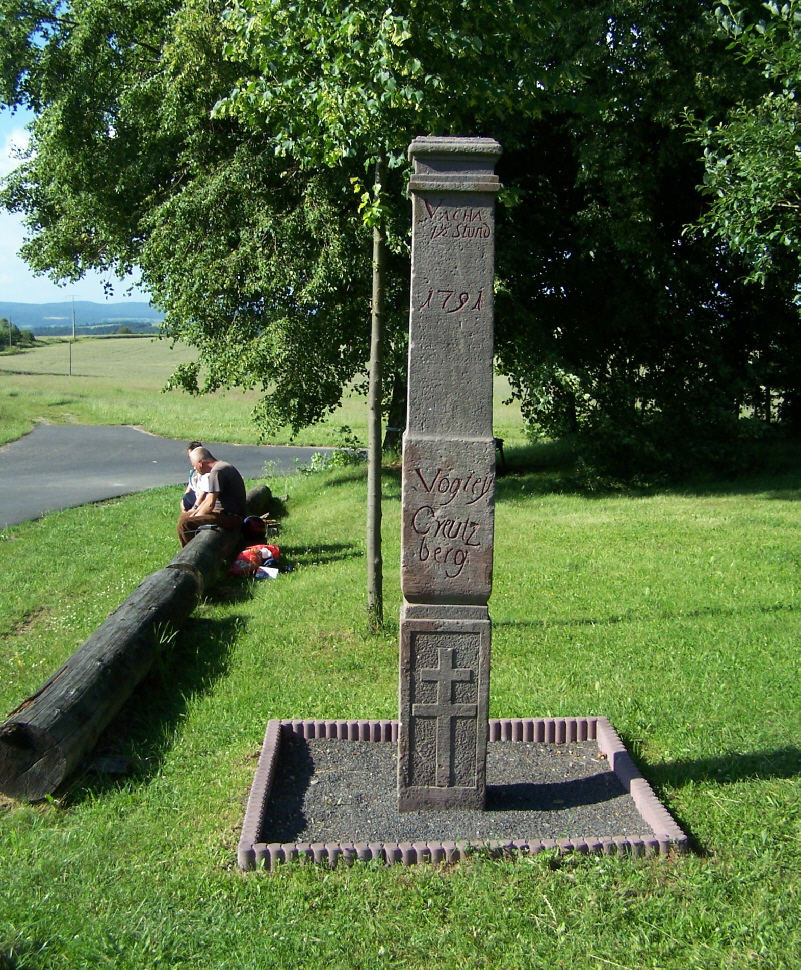
Vitzerodaer Kreuz

#### Sakralbauten

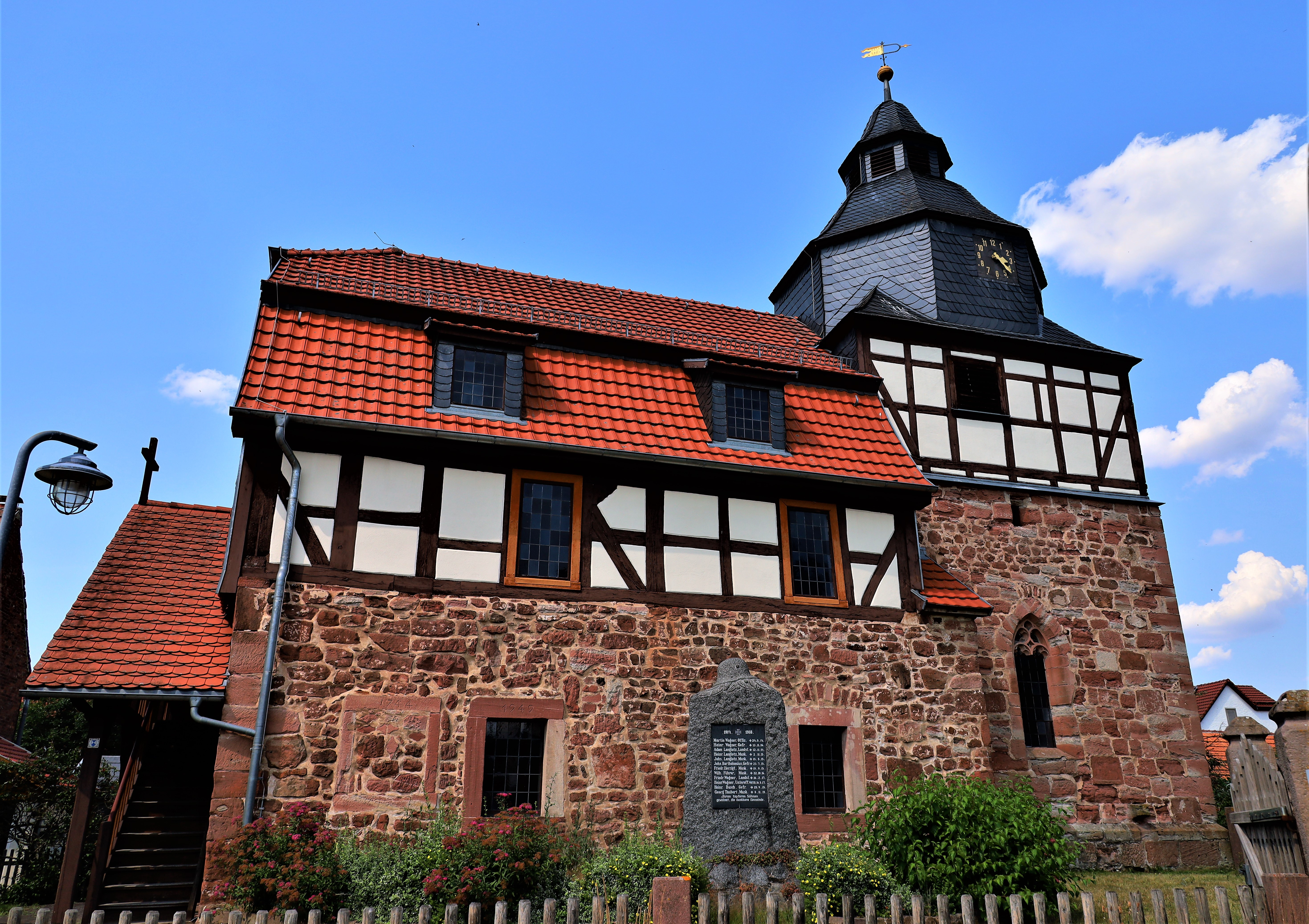
Kirche Großensee

Fast alle Ortsteile der Stadt verfügen über evangelisch-lutherische Kirchgebäude:
- Die Kirche von Berka/Werra mit dem 1439 erbauten Juliusturm war einst eine Kirchenburg.
- Die Kirche St. Kilian ist das ortsbildprägende Bauwerk und Zentrum der historischen Ortslage von Dankmarshausen.
- Die gotische Dorfkirche St. Katharina in Dippach fällt durch ihre ungewöhnliche Bauweise auf.
- Die Heilig-Geist-Kirche in Fernbreitenbach stammt aus vorreformatorischer Zeit.
- Die Dorfkirche Gospenroda wurde 1784 in Fachwerkbauweise erbaut.[11]
- Die Kirche von Großensee wurde im Baustil der Gotik wahrscheinlich im 14. Jahrhundert errichtet.
- Auch die Kirche St. Margarethen in Herda war einst eine Kirchenburg.
- Die Vitzerodaer Kirche wurde 1912 im Jugendstil errichtet.

Sakralgebäude anderer Religionsgemeinschaften sind im Stadtgebiet nicht vorhanden.

### Naturdenkmale
Die dreistufig gezogene Tanzlinde auf dem Dorfplatz von Großensee wurde 1966 als Naturdenkmal ausgewiesen.

## Wirtschaft und Infrastruktur

### Wirtschaft
Anfang des zwanzigsten Jahrhunderts war das heutige Stadtgebiet mit Schachtanlagen in Abteroda, Dankmarshausen und Dippach kurzzeitig ein Schwerpunkt der Kaliindustrie des Werra-Kalireviers.
Heute ist vor allem das in den 1990er Jahren erschlossene Gewerbegebiet Auf der Dornenhecke in Berka von Bedeutung. Weitere Gewerbegebiete gibt es in Herda und Dippach. Firmen wie Hasselmann und Leergut Leiter und eine Niederlassung der Model Holding haben hier ihren Sitz.
Die Agrargenossenschaft Dankmarshausen hat Betriebsstätten in Horschlitt und Dankmarshausen und bewirtschaftet weite Teile der landwirtschaftlichen Flächen des Stadtgebietes.

### Tourismus
Durch das Stadtgebiet verläuft der Werratal-Radweg, der Werra-Burgen-Steig X5, die Via Regia, der Lutherweg 1521 sowie das Grüne Band, ein Fernwanderweg und Biotopverbund entlang der ehemaligen innerdeutschen Grenze sowie der heutigen Landesgrenze Hessen-Thüringen. Erholungssuchenden steht das Naturschutzgebiet Rhäden mit einem dichten Netz an Wanderwegen offen. Von Bedeutung ist auch das Wasserwandern auf der Werra – Anlegestellen befinden sich in Dankmarshausen und Berka.
Das Landschaftsbild ist stark durch die Salzhalde Monte Kali geprägt.

### Verkehr
Die nächstgelegene Anschlussstelle 36 (Gerstungen) der A 4 befindet sich zwei Kilometer nördlich von Berka bei Gerstungen. In den Nachbargemeinden Gerstungen und Wildeck-Obersuhl besteht Anschluss an den Schienenpersonennahverkehr nach Eisenach und Bebra auf den Gleisen der Bahnstrecke Halle–Bebra. Die aufgelassenen Bahnhöfe von Berka/Werra und Dankmarshausen befanden sich an der nicht elektrifizierten und heute nur noch durch Güterverkehr frequentierten Bahnstrecke Gerstungen–Vacha. Über die Gemeindegrenzen hinweg verkehren Busse der Verkehrsgesellschaft Wartburgregion sowie des Nordhessischen Verkehrsverbundes.

### Wasserver- und Abwasserentsorgung
Die Gemeinden, welche die Stadt gebildet haben, hatten ihre Aufgaben der Wasserver- und Abwasserentsorgung an den Zweckverband Wasserversorgung und Abwasserbehandlung Horschlitter Mulde – Berka/Werra übertragen. Der Zweckverband nahm diese Aufgaben auch für die Stadt Werra-Suhl-Tal wahr. Durch den Austritt der Stadt Bad Salzungen zum Ende des Jahres 2022 galt der Zweckverband seit 2023 gemäß § 40 Absatz 3 Satz 2 des Thüringer Gesetzes über die kommunale Gemeinschaftsarbeit als aufgelöst, da er nur noch aus einem Mitglied bestand. Die Aufgaben des Zweckverbandes gingen daher direkt an die Stadt Werra-Suhl-Tal über, welche hierfür die Stadtwerke Werra-Suhl-Tal gründete.